# James Caan

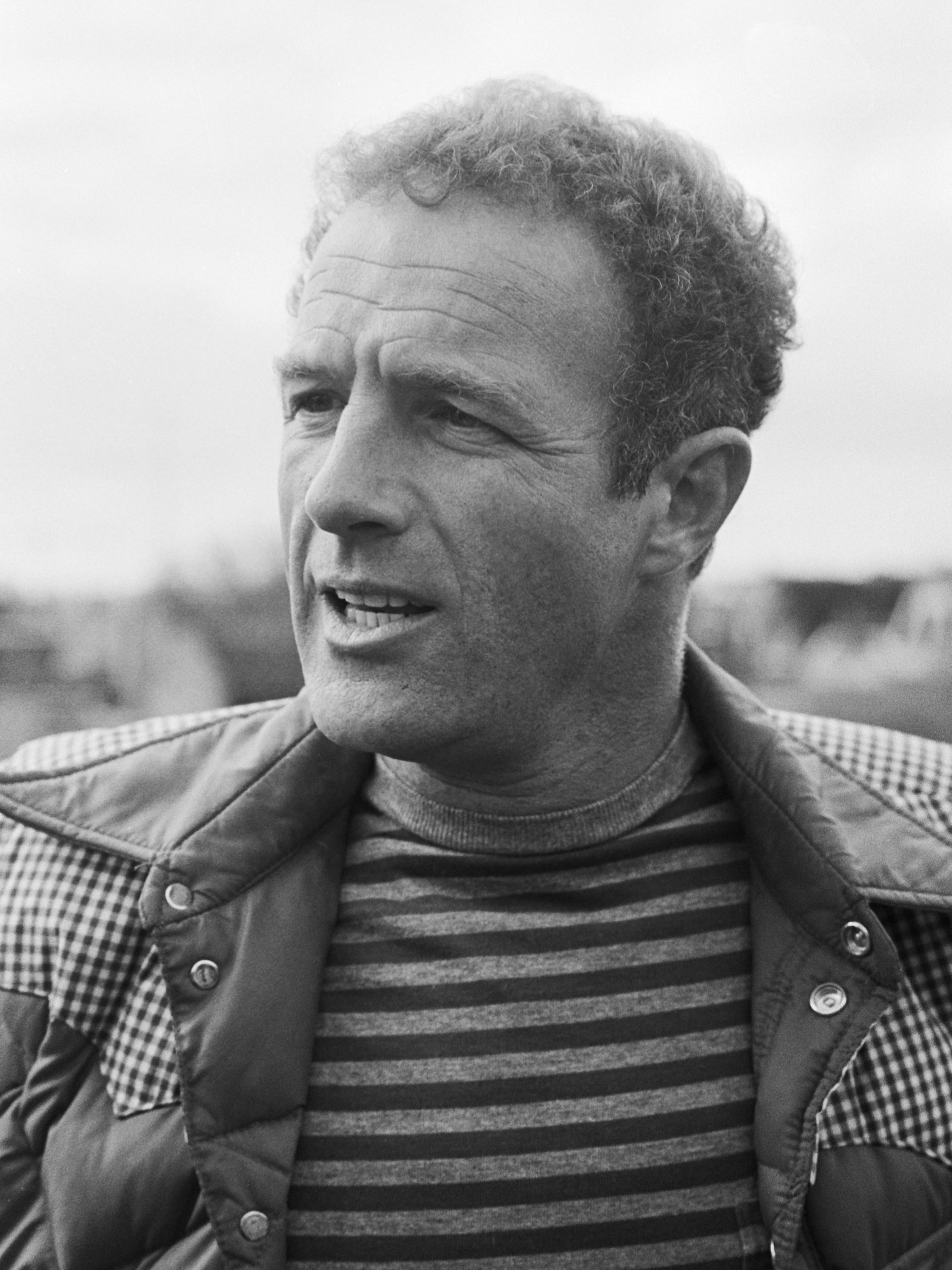
James Caan în 1976

James Edmund Caan (n. 26 martie 1940, New York City, New York, SUA – d. 6 iulie 2022, Westwood, California, SUA) a fost un actor american. Este cunoscut pentru rolul lui Sonny Corleone din Nașul, precum și din filmele Hoțul (1981), Misery, Un pod prea îndepărtat (1977), Capitolul al doilea (1979), Rollerball (1975), Adio, dar rămân cu tine (1982) și El Dorado (1966).

## Filmografie selectivă
- 1963 Irma la Douce, regia Billy Wilder
- 1964 Doamna în cușcă (Lady in a Cage), regia Walter Grauman
- 1966 El Dorado, regia Howard Hawks
- 1969 Oamenii ploii (The Rain People), regia Francis Ford Coppola
- 1972 Nașul, regia Francis Ford Coppola
- 1969 Submarinul X-1 (Submarine X-1), regia William A. Graham

- 1970 Probleme de cuplu (Rabbit, Run), regia Jack Smight
- 1971 Appuntamento con una ragazza che si sente sola (T.R. Baskin), regia Herbert Ross
- 1973 Cinderella Liberty (Cinderella Liberty), regia Mark Rydell
- 1973 Un ban muncit (Slither), regia Howard Zieff
- 1974 Jucătorul (The Gambler), regia Carel Reisz
- 1974 Nașul: Partea a II-a (The Godfather: Part II), regia Francis Ford Coppola : cameo
- 1975 Un cântec pe Broadway (Funny Lady), regia Herbert Ross
- 1975 Bătălie pe role (Rollerball), regia Norman Jewison
- 1975 Ucigaș de elită (The Killer Elite), regia Sam Peckinpah
- 1976 Comedie mută '77 (Silent Movie), regia Mel Brooks
- 1977 Alt bărbat, altă femeie (Un autre homme, une autre chance), regia Claude Lelouch
- 1977 Un pod prea îndepărtat (A Bridge Too Far), regia Richard Attenborough
- 1978 Sosea odată un călăreț (Comes a Horseman), regia Alan J. Pakula
- 1979 Capitolul al doilea (Chapter Two), regia	Robert Moore

- 1980 Ascunzătoare la vedere (Hide in Plain Sight), regia James Caan
- 1981 Hoțul (Thief), regia Michael Mann
- 1981 Unii și ceilalți (Les uns et les autres), regia Claude Lelouch
- 1982 Adio, dar rămân cu tine (Kiss Me Goodbye), regia Robert Mulligan
- 1987 Grădini de piatră (Gardens of Stone), regia Francis Ford Coppola
- 1988 Alien Nation - Polițistul din spațiu, regia Graham Baker

- 1990 Tortura (Misery), regia Rob Reiner
- 1991 Întunericul din noi (The Dark Backward), regia Adam Rifkin
- 1991 Turnee cu peripeții (For the Boys), regia Mark Rydell
- 1992 Luna de miere în Las Vegas (Honeymoon in Vegas), regia Andrew Bergman
- 1993 Programul (The Program), regia David S. Ward
- 1993 Carne și oase (Flesh and Bone), regia SThe Programteve Kloves
- 1995 Hate, copilul nimănui (A Boy Called Hate), regia Mitch Marcus
- 1996 Steaua Nordului (North Star), regia Nils Gaup
- 1996 Bottle Rocket (Bottle Rocket), regia Wes Anderson
- 1996 Eraser (Eraser), regia Chuck Russell
- 1996 Bulletproof, regia Ernest Dickerson
- 1998 În căutarea trecutului (This is My Father), regia Paul Quinn
- 1999 Mickey ochi albaștri (Mickey Blue Eyes), regia Kelly Makin

- 2000 Calea armelor (The Way of the Gun), regia Christopher McQuarrie
- 2000 Legea tăcerii (The Yards), regia James Gray
- 2001 O noapte la Vulturul de aur (Night at the Golden Eagle), regia Adam Rifkin : cameo nemenționat
- 2002 Afaceri dubioase (City of Ghosts), regia Matt Dillon
- 2003 Dogville, regia Lars von Trier

- 2018 Out of Blue, regia Carol Morley
- 2021 Queen Bees, regia Michael Lembeck
- 2023 Fast Charlie, regia Phillip Noyce : postumo

## Legături externe
- Materiale media legate de James Caan la Wikimedia Commons
- James Caan la Internet Movie Database
- James Caan la Allmovie